# Большой Перил
Большой Перил — река в России, протекает по Тюменской области. Устье реки находится в 68,3 км по левому берегу реки Демьянка. Длина реки составляет 55 км. Площадь водосборного бассейна — 337 км².
В 27 км от устья слева впадает река Малый Перил. Высота устья — 30,1 м над уровнем моря.

## Данные водного реестра
По данным государственного водного реестра России относится к Иртышскому бассейновому округу, водохозяйственный участок реки — Иртыш от впадения реки Тобол до города Ханты-Мансийск (выше), без реки Конда, речной подбассейн реки — бассейны притоков Иртыша от Тобола до Оби. Речной бассейн реки — Иртыш.